# Пантелис Пантелидис
Пантелис Пантелидис (на гръцки: Παντελής Παντελίδης, Пантелис Пантелидис) е гръцки изпълнител, текстописец и композитор.

## Биография
Пантелис Пантелидис е роден на 23 ноември 1983 г. в Неа Йония, Атина, Гърция. Работи в гръцкия флот, но решава да напусне, за да даде шанс на музикалната си кариера. Въпреки че няма музикално образование, се научава да свири на музикални инструменти. На 18 февруари 2016 г. загива в автомобилна катастрофа на 32-годишна възраст.

## Музикална кариера
В продължение на четири години пее в музикални заведения. Освен това записва видеоклипове на песните си и след това ги качва в Ютюб и така за много кратко време става известен. Първият му албум се нарича „Алкохолни нощи“ (на гръцки Αλκοολικές οι νύχτες), който бива издаден през 2012 г. и става двойно платинен. Големия успех му носи песента „Не си подхождате, ти казвам“ (на гръцки Δεν ταιριάζετε σου λέω). Самият Пантелис споделя, че песните му са вдъхновени от реални събития от неговия живот или от истории от живота на неговите близки. Силно привързан е към майка си, за която написва и песен озаглавена „Атина“.
На 31 октомври 2013 г. излиза и вторият му албум „Дъгата, на която ѝ липсваха два цвята“ (на гръцки: Ουράνιο τόξο που του λείπανε 2 χρώματα).
По време на музикалната си кариера написва 48 песни, от които 6 са изпълнени от други известни гръцки изпълнители като Паола, Янис Плутархос, Елени Хатзиду, Амарилис и Ирини Пападопулу.

## Награди
Пантелис Пантелидис получава наградата за най-добър дебютиращ изпълнител на 10-е награди на телевизия „MAD TV“ през 2013 г.

## Дискография
- 2012 – „Alkoolikes Nyhtes“
- 2013 – „Oyranio toxo pou tou Lypane dyo hromata“
- 2014 – „Panselinos kai kati A'“
- 2015 – „Panselinos kai kati B'“